# Carla Gravina
Carla Gravina (* 5. August 1941 in Gemona del Friuli) ist eine italienische Schauspielerin und Politikerin.

## Leben
Gravina debütierte mit 16 Jahren mit einer Rolle in Guendalina im Kino und bald auch (in der Unterhaltungsshow Il musichiere) im Fernsehen. Sie spielte eine große Bandbreite von Rollen, von Komödien wie Diebe haben’s schwer (I soliti ignoti) über Kostümfilme wie die sehr erfolgreichen Fernsehserien Scaramouche und Madame Bovary bis hin zu Dramen wie Un colpo da pistola und modernen Stücken wie Giorgio Strehlers Baruffe chiozzotte. Weitere bemerkenswerte Rollen waren die Partisanin in Jovanka e gli altri, eine Jüdin in Tutti a casa und eine vom Teufel Besessene im Horrorfilm L'anticristo.
Vom 23. Oktober 1980 bis zum 11. Juli 1983 gehörte Gravina der Abgeordnetenkammer Italiens als Mitglied der PCI an. Danach konzentrierte sie sich fast ausschließlich auf ihre Theaterkarriere, die sie seit 1960 – eine ihrer ersten Rollen war die der Shakespeareschen Julia – verfolgt hatte und war nur noch äußerst selten im Film und Fernsehen zu sehen. Seit 1994 war sie nicht mehr künstlerisch tätig.
Gravina wurde 1958 mit der Vela d’argento beim Filmfestival von Locarno, 1980 in Cannes für die beste Nebenrolle und 1993 beim Montreal World Film Festival für Zeit des Zorns als beste Schauspielerin ausgezeichnet.
Mit Gian Maria Volonté hat sie eine Tochter, Giovanna.

## Filmografie (Auswahl)
- 1957: Gwendalina (Guendalina)
- 1957: Liebe und Geschwätz (Amore e chiacchiere)
- 1958: Diebe haben’s schwer (I soliti ignoti)
- 1959: Junge Leute von heute (Primo amore)
- 1959: Tolpatsch macht Karriere (Policarpo, ufficiale di scrittura)
- 1960: Jovanka und die anderen (Jovanka e le altre)
- 1960: Der Weg zurück (Tutti a casa)
- 1961: Insel der weißen Wasser (Scano Boa)
- 1965: Scaramouche (Fernseh-Miniserie)
- 1966: Töte Amigo (Quién sabe?)
- 1968: Die Banditen von Mailand (Banditi a Milano)
- 1968: Die sieben Brüder Cervi (I sette fratelle Cervi)
- 1969: Mutterherz (Cuore di mamma)
- 1969: Die Nonne von Monza (La monaca di Monza)
- 1971: Neun im Fadenkreuz (Senza movente)
- 1972: Alfredo, Alfredo
- 1973: Der Erbe (L’Héritier)
- 1973: Tödlicher Hass (Tony Arzenta)
- 1973: Mach’s gut, Nicolas (Salut, l’artiste)
- 1974: Der Antichrist (L'anticristo)
- 1974: Ein Leben lang (Toute une vie)
- 1976: Wie ein Bumerang (Comme un boomerang)
- 1980: Orientexpress (Fernseh-Miniserie, 1 Folge)
- 1980: Die Terrasse (La terrazza)
- 1988: Bandellis Alibi (I giorni del commissario Ambrosio)
- 1993: Zeit des Zorns (Il lungo silenzio)